# IPhone OS 1
iPhone OS 1 és la primera versió important d'iOS, el sistema operatiu mòbil d'Apple. El va succeir l'iPhone OS 2 l'11 de juliol de 2008.

## Història

### Història del desenvolupament
El desenvolupament de l'iPhone OS 1.0 i la primera generació de maquinari d'iPhone va ser un esforç combinat. Només els empleats d'Apple podien formar part de l'equip de desenvolupament de l'iPhone. Era un projecte completament secret i en el moment en què es va seleccionar l'equip, ni tan sols se'ls va dir en què estarien treballant. Dins d'Apple hi havia dos equips que van treballar en la creació de l'iPhone: un va treballar en convertir l'iPod en un telèfon i l'altre va treballar en comprimir el sistema operatiu Mac OS X perquè funcionés en dispositius més petits com els telèfons. Un equip dirigit per Jon Rubinstein va treballar en el desenvolupament d'una versió lleugera basada en Linux, comunament coneguda com Acorn, mentre que un altre equip dirigit per Scott Forstall va treballar en el desenvolupament d'una versió més comprimida i simplificada de Mac OS X, amb el nom en codi morat, per executar-se al sistema. chipset ARM. Tony Fadell, que llavors va dirigir l'equip de l'iPhone, va dir: "Era un conjunt d'idees competitius, no equips, i tots estàvem treballant-hi". Hi havia entre 16 i 17 conceptes diferents. Moltes persones de l'equip encara estaven pendents de la idea que tothom voldria escriure amb un teclat de maquinari, no de vidre. La idea d'introduir una pantalla tàctil completa era molt nova per a tothom. Es van prototipar moltes interfícies d'usuari, inclosa la roda de clic multitàctil. Tot i que molts van pensar que era una pèrdua de temps, el CEO d'Apple, Steve Jobs, va insistir a crear prototips de tots els conceptes/idees abans de seleccionar la versió del sistema operatiu basada en Mac OS X.

### Introducció i llançament
iPhone OS es va presentar a la Macworld Conference & Expo al Moscone Convention Center de San Francisco, en una conferència de Steve Jobs el 9 de gener de 2007, juntament amb l'iPhone original. En aquell moment, Jobs només va dir que l'iPhone "executa OS X", i segons el columnista del Chicago Sun-Times Andy Ihnatko, això es va confirmar en sessions informatives oficials i converses no oficials.
L'iPhone OS 1.0 es va llançar juntament amb l'iPhone original el 29 de juny de 2007.
L'actualització de l'iPhone OS 1.1.3 va costar 19,95 dòlars per als usuaris d'iPod Touch.

## Aplicacions
L'iPhone OS 1 no tenia cap botiga d'aplicacions ni un kit de desenvolupament de programari (SDK) perquè els desenvolupadors de tercers creïn aplicacions natives. En canvi, Apple va dirigir als desenvolupadors que creessin aplicacions web a les quals es pogués accedir des de Safari.

## Dispositius compatibles
- iPhone (1a generació)
- iPod Touch (1a generació)